# Régions du Brésil
Les régions du Brésil sont une division territoriale officielle du Brésil, proposée par l'Institut brésilien de géographie et de statistiques (IBGE) en 1969. 
Il s'agit de la plus grande (en étendue) division territoriale du pays. Son utilité est uniquement statistique et elle n'a pas de réalité administrative.
L'IBGE créa cette division sur la base de critères géographiques, comme le climat, le relief, la végétation et l'hydrographie. Ces régions sont également connues comme les « régions naturelles du Brésil ». La seule exception tient à la région Sud-Est, pour laquelle le critère principal était le critère humain de développement industriel et urbain. 

Carte des différentes régions du Brésil :
1. Région Centre-Ouest
2. Région Nord-Est
3. Région Nord
4. Région Sud-Est
5. Région Sud

Les régions sont au nombre de cinq :
- la région Centre-Ouest, qui regroupe les États du Goiás, du Mato Grosso et du Mato Grosso do Sul, ainsi que le District fédéral. Elle compte environ 12 millions d'habitants sur 1,60 million de km2 (19 % du territoire national). La région est principalement formée de hauts-plateaux, couverts d'une végétation de cerrado. Elle comporte également la dépression du Pantanal ;

- la région Nord-Est, qui regroupe les États du Maranhão, du Piauí, du Ceará, du Rio Grande do Norte, de la Paraíba, du Pernambouc, de l'Alagoas, du Sergipe et de Bahia. Elle compte environ 50 millions d'habitants (les nordestins) sur 1,56 million de km2 (18 % du territoire national). Elle comporte une bande littorale donnant sur un vaste plateau central semi-aride, le sertão ;

- la région Nord, qui regroupe les États de l'Acre, de l'Amazonas, du Roraima, du Rondônia, du Pará, de l'Amapá et du Tocantins. Elle compte environ 14 millions d'habitants sur 3,85 millions de km2 (45 % du territoire national). La région s'étend sur la partie brésilienne du bassin amazonien et elle est principalement couverte de forêt tropicale humide ;

- la région Sud-Est, qui regroupe les États du Minas Gerais, de l'Espírito Santo, de Rio de Janeiro et de São Paulo. Elle compte environ 77 millions d'habitants sur 0,93 million de km2 (11 % du territoire national). Il s'agit de la région la plus peuplée et la plus développée économiquement du pays. Elle comporte les trois plus grandes villes du Brésil, São Paulo, Rio de Janeiro et Belo Horizonte ;

- la région Sud, qui regroupe les États du Paraná, de Santa Catarina et du Rio Grande do Sul. Elle compte environ 26 millions d'habitants sur 0,58 million de km2 (7 % du territoire national). La région comporte également une bande littorale donnant sur un plateau intérieur couvert de forêts et parcouru de nombreux cours d'eau appartenant aux bassins des fleuves Uruguay et Paraná.

Les limites des régions coïncident systématiquement avec celles des États.

## Données sur les régions
- Région la plus peuplée : région Sud-Est.
- Région plus densément peuplée : région Sud-Est.
- Région la plus étendue : région Nord.
- Région au PIB le plus important : région Sud-Est.
- Région au PIB par habitant le plus élevé : région Sud-Est.
- Région à l'IDH le plus élevé : région Sud.
- Région comportant le plus grand nombre d'États : région Nord-Est.
- Région au taux d'alphabétisation le plus haut : région Sud.
- Codes téléphoniques des régions du Brésil[2].

## Sources
- (pt) Cet article est partiellement ou en totalité issu de l’article de Wikipédia en portugais intitulé « Regiões do Brasil » (voir la liste des auteurs).